# David di Donatello 1993

Ennio Morricone riceve il premio per la colonna sonora di Jona che visse nella balena

La cerimonia di premiazione della 38ª edizione dei David di Donatello si è svolta il 2 giugno 1993 in Campidoglio a Roma.

## Vincitori
Miglior film
- Il grande cocomero, regia di Francesca Archibugi
- La scorta, regia di Ricky Tognazzi
- Jona che visse nella balena, regia di Roberto Faenza

Miglior regista
- Roberto Faenza - Jona che visse nella balena (ex aequo)
- Ricky Tognazzi - La scorta (ex aequo)
- Francesca Archibugi - Il grande cocomero

Miglior regista esordiente
- Mario Martone - Morte di un matematico napoletano
- Pasquale Pozzessere - Verso sud
- Carlo Carlei - La corsa dell'innocente

Migliore sceneggiatura
- Francesca Archibugi - Il grande cocomero
- Graziano Diana e Simona Izzo - La scorta
- Roberto Faenza e Filippo Ottoni - Jona che visse nella balena

Migliore produttore
- Claudio Bonivento - La scorta
- Guido De Laurentiis, Fulvio Lucisano e Leo Pescarolo - Il grande cocomero
- Elda Ferri - Jona che visse nella balena

Migliore attrice protagonista
- Antonella Ponziani - Verso sud
- Margherita Buy - Cominciò tutto per caso
- Carla Gravina - Il lungo silenzio

Migliore attore protagonista
- Sergio Castellitto - Il grande cocomero
- Carlo Cecchi - Morte di un matematico napoletano
- Silvio Orlando - Un'altra vita

Migliore attrice non protagonista
- Marina Confalone - Arriva la bufera
- Alessia Fugardi - Il grande cocomero
- Monica Scattini - Un'altra vita

Migliore attore non protagonista
- Claudio Amendola - Un'altra vita
- Renato Carpentieri - Fiorile
- Leo Gullotta - La scorta

Migliore direttore della fotografia
- Alessio Gelsini - La scorta
- Luca Bigazzi - Morte di un matematico napoletano
- Giuseppe Lanci - Fiorile

Migliore musicista
- Ennio Morricone - Jona che visse nella balena
- Ennio Morricone - La scorta
- Riz Ortolani - Magnificat

Migliore scenografo
- Gianna Sbarra - Fiorile
- Giancarlo Muselli - Morte di un matematico napoletano
- Carlo Simi - La valle di pietra

Migliore costumista
- Elisabetta Beraldo - Jona che visse nella balena
- Lina Nerli Taviani - Fiorile
- Sissi Parravicini - Magnificat

Migliore montatore
- Carla Simoncelli - La scorta
- Nino Baragli - Jona che visse nella balena
- Jacopo Quadri - Morte di un matematico napoletano

Migliore fonico di presa diretta
- Remo Ugolinelli - La scorta
- Bruno Pupparo - Fiorile
- Alessandro Zanon - Il grande cocomero

Miglior film straniero
- Un cuore in inverno (Un coeur en hiver), regia di Claude Sautet
- Casa Howard - (Howards End), regia di James Ivory
- La moglie del soldato - (The Crying Game), regia di Neil Jordan

Migliore attrice straniera
- Emmanuelle Béart - Un cuore in inverno (Un coeur en hiver) (ex aequo)
- Tilda Swinton - Orlando (Orlando) (ex aequo)
- Emma Thompson - Casa Howard (Howards End) (ex aequo)

Miglior attore straniero
- Daniel Auteuil - Un cuore in inverno (Un coeur en hiver)
- Anthony Hopkins - Casa Howard (Howards End)
- Stephen Rea - La moglie del soldato (The Crying Game)

David Luchino Visconti
- Edgar Reitz

David speciale
- Carlo Cecchi, per la sua interpretazione in Morte di un matematico napoletano

David Franco Cristaldi
- Carlo Ludovico Bragaglia